# Пятницкое кладбище (Москва)
Пятницкое кладбище — кладбище на северо-востоке Москвы, находящееся в Алексеевском районе по адресу: Москва, Дроболитейный переулок, дом 5, владение 3. Площадь кладбища — 14,1 га.

## История кладбища
Пятницкое кладбище расположено в северной части Москвы, недалеко от проспекта Мира, где сразу за Крестовским путепроводом вправо уходит короткий переулок, завершающийся трёхъярусной колокольней. С 1922 года переулок именуется Дроболитейным, до переименования назывался Кладбищенским.
Пятницкое кладбище — одно из девяти, основанных после чумного бунта 1771 года по указу Екатерины II от 24 марта 1771 года. Указ также предписывал «построить на оных кладбищах на первый случай хотя бы небольшие деревянные церкви». Первоначально был построен деревянный храм по Троицкой дороге «за Крестом», который был освящён 23 декабря 1772 года во имя преподобной Параскевы Сербской. С 1815 по 1845 год настоятелем храма был отец Фёдор Семёнович Протопопов (1792—1845). Именно благодаря ему в 1830 году на месте деревянного храма была заложена каменная церковь, которую освятили в 1835 году в честь Троицы Живоначальной. Название кладбища происходит от придела Параскевы Пятницы (в церкви главный престол Троицы и два придела: преподобной Параскевы и преподобного Сергия). Автором нового храма стал архитектор А. Г. Григорьев, создатель архитектурного комплекса на Ваганьковском кладбище. Отец Фёдор также инициировал иные улучшения на кладбище. На боковой стене церкви сохранилась памятная доска, гласящая, что «здесь покоится прах сего кладбища священника Фёдора Симеоновича Протопопова, тщанием которого сооружён сей храм и сделаны все другие улучшения на кладбище» и что «Священствовал 30 лет».

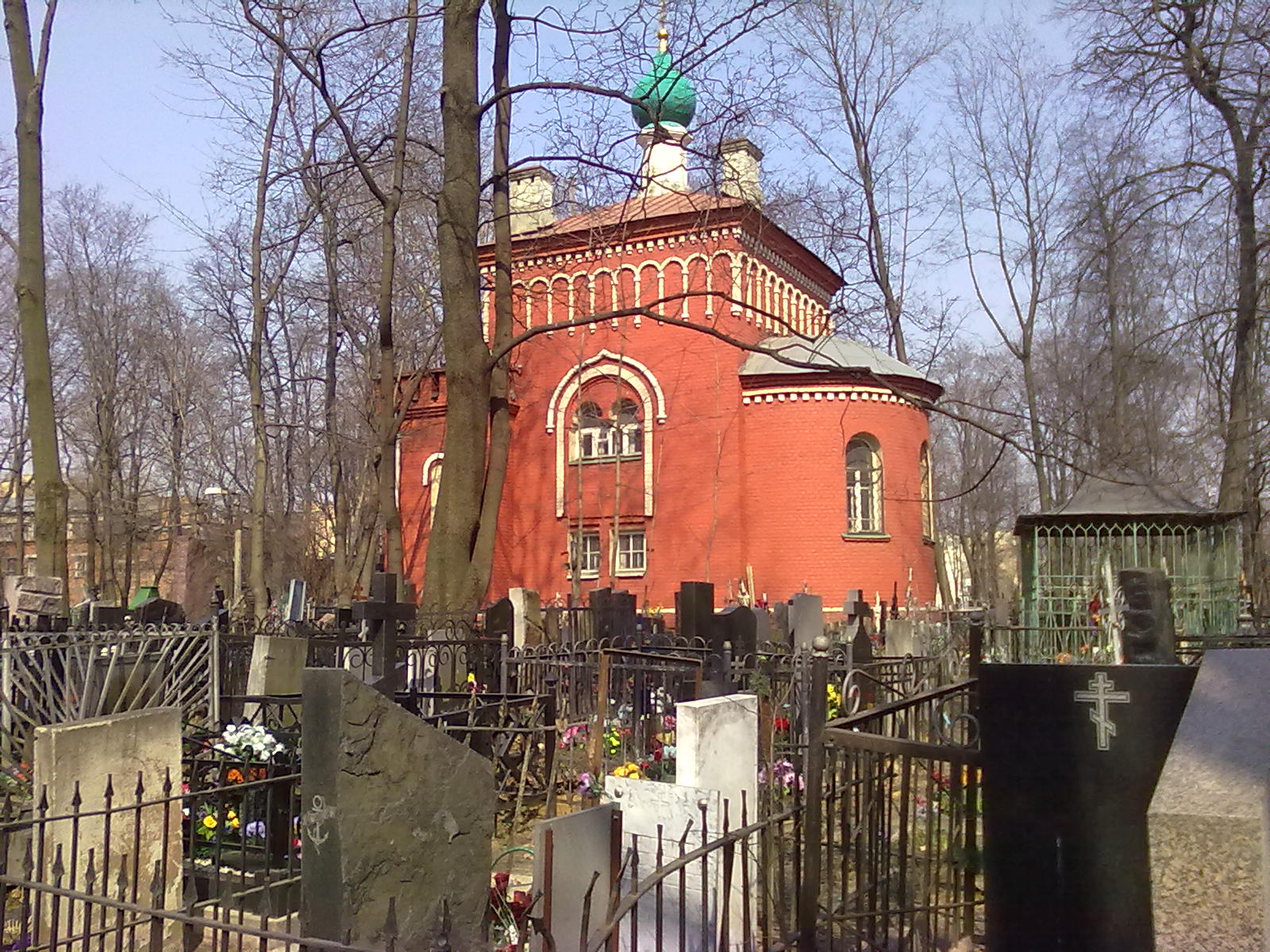
Храм Святого Симеона Персидского

Пятницкое кладбище. Фрагмент «Нивеллирного плана города Москвы» 1888 года с наложением на современный план. Москвы

Кроме Троицкого храма на кладбище расположена церковь святого Симеона Персидского (1915, архитектор Н. Н. Благовещенский). Церковь возведена на средства московского купца С. С. Зайцева в память о его отце, который был похоронен здесь же. Как писали тогда ведомости, в июле 1917 года на колокольню были подняты колокола весом около ста пудов, которые также были пожертвованы С. С. Зайцевым. В советское время кресты и колокола с часовни были сняты, а помещение церкви долгое время служило складом кладбищенского инвентаря.
В 1990 году кресты были возвращены на купола. На первом этаже храма оборудовано административное помещение, а на втором обустроена часовня. Обновлённая часовня освящена Патриархом Алексием II 27 октября 2000 года.
К югу от основной территории погоста, рядом с вестибюлем станции московского метрополитена «Рижская», существовал отдельный участок, обозначенный на «Топографической карте окружности Москвы», составленной в 1818—1823 годах офицерами Квартирмейстерской Части Военно-Топографического Депо, как «моровое кладбище». По всей видимости, он был предназначен для погребения горожан, умерших во время эпидемий. В настоящее время на месте этого участка находятся Николаевский тупик и здания Музея истории железнодорожной техники Московской железной дороги.

## Купеческие захоронения
В XIX и начале XX веков Пятницкое кладбище было преимущественно купеческим. Обычные для того времени надгробные памятники в виде часовен из чёрного мрамора можно увидеть как в центральной части кладбища, недалеко от храмов, так и на отдалённых участках. Купеческие надгробия удивляют своей типичностью и аскетичностью: здесь нет места плачущим ангелам, богатым вазонам и статуям. Надписи на памятниках дают лишь скупую статистическую информацию о погребённом, иногда дополненную библейскими цитатами.
«Под сим камнем погребено тело московского купца Алексея Фёдоровича Фролова, родившегося 11 февраля 1827 года в 4 часа утра, скончавшегося 21 января 1896 года в 4 часа утра. Жития его было 68 лет, 11 месяцев и 11 дней»
«Здесь покоится тело Семёна Андреевича Андреева, скончавшегося 20 сентября 1878 года в 8½ часов вечера на 49 году своей жизни. День ангела его 13 февраля»
«Московская купеческая жена Авдотья Михайловна Кудрявцева. Жития ея было 74 года 3 месяца и 22 дня. Скончалась 22 июня 1896 года»
Историк Ю. В. Рябинин, автор монографии «Жизнь московских кладбищ. История и современность», считает, что такой формализм в надгробных надписях весьма красноречиво «характеризовал покойного предпринимателя и его семью лучше всякой эпитафии и любого некролога».

## Известные люди, похороненные на кладбище[6]
- В. М. Арнольди (1871—1924) — русский ботаник, морфолог и альголог.
- А. Н. Афанасьев (1826—1871) — собиратель русского фольклора, историк и литературовед.
- В. И. Герье (1837—1919) — основатель Высших женских курсов, профессор Московского университета.
- И. Н. Горожанкин (1848—1904) — российский ботаник.
- Т. Н. Грановский (1813—1855), историк, профессор Московского университета 1855 год
- Л. Ш. Давыдов (1924—1987) — Герой Советского Союза
- В. А. Дейнега (1873—1954) — русский учёный, зоолог-морфолог, специалист по сравнительной анатомии.
- А. Ю. Закгейм (1930—2017) — советский и российский учёный, мыслитель и гуманист.
- П. И. Ильин (1917—1981) — Герой Советского Союза
- Н. Х. Кетчер (1809—1886) — русский писатель-переводчик, врач.
- П. И. Колесник (1915—1969) — Герой Советского Союза
- Е. Ф. Корш (1809 [1810]—1897) — русский журналист, издатель и переводчик
- Р. В. Любимов (1784—1838) — полковник тарутинского полка, декабрист.
- А. И. Некрасов (1883—1957) — учёный в области механики, академик АН СССР.
- К. А. Новиков (1919—1958) — Герой Советского Союза
- С. И. Огнёв (1886—1951) — русский и советский учёный-биолог.
- А. М. Ожогин (1910—1949) — Герой Советского Союза
- А. И. Отставнов (1905—1979) — Герой Советского Союза
- А. Д. Павлов (1913—1949) — Герой Советского Союза
- В. С. Павлов (1937—2003) — советский государственный деятель, премьер-министр СССР.
- Л. А. Палладий (1947 – 1979) – Заслуженный мастер спорта СССР (хоккей с мячом).
- В. Ф. Переверзев (1882—1968) — советский литературовед.
- А. С. Пучков (1887—1952) — доктор медицинских наук, фактический основатель московской станции скорой и неотложной медицинской помощи.
- Г. С. Размадзе (1913—1988) — Герой Советского Союза
- С. Е. Раич (1792—1855) — «декабрист, поэт, учитель Лермонтова».
- Ф. В. Ростопчин (1763—1826) — прославился в Отечественную войну 1812 года, руководил эвакуацией Москвы, на него ряд историков возлагает ответственность за пожар в Москве. Слева от него захоронение жены его младшего сына Андрея Фёдоровича поэтессы Е. П. Ростопчиной (1811—1858)
- В.В. Селивохин (1946 - 2015) - выдающийся пианист, последний представитель русской романтической школы пианизма, Народный артист России.
- Борис Слуцкий (1919—1986) — советский поэт.
- А. В. Станкевич (1821—1912) — русский писатель, биограф и издатель литературного наследия Т. Н. Грановского.
- П. М. Строев (1796—1876) — русский историк, археограф и библиограф.
- И. З. Суриков (1841—1880) — крестьянский поэт-самородок, автор стихов к известным застольным песням: «Степь да степь кругом…», «Что шумишь, качаясь, тонкая рябина…», «Вот моя деревня, вот мой дом родной…».
- Д. П. Сырейщиков (1868—1932) — русский ботаник, специалист по флоре Средней России, автор фундаментального четырёхтомного свода «Иллюстрированная флора Московской губернии».
- Ф. Г. Торопов (1821—1898) — академик живописи, известный во второй половине XIX века своими портретами и натюрмортами
- А. И. Урусов (1843—1900) — русский юрист, адвокат, судебный оратор.
- П. В. Федотов (1901—1963) — деятель советской контрразведки, сотрудник органов государственной безопасности СССР.
- А. Л. Чижевский (1897—1964) — профессор-биофизик, основоположник гелиобиологии. Известен как автор-изобретатель люстры Чижевского — бытового ионизатора воздуха.
- А. И. Шуберт-Яновская (1827—1909) — русская актриса.
- П. И. Шутов (1905—1982) — Герой Советского Союза
- М. С. Щепкин (1788—1863) — русский актёр, родившийся в семье крепостного, выкупленный на волю по подписке в 1822 году. Заложил основы русской актёрской школы.
- А. А. Эрарский (1851—1897) — русский музыкант, композитор, дирижёр и педагог, организатор и руководитель детского оркестра, известного в России в 1890-е годы.
- И. Д. Якушкин (1795—1857) — участник Отечественной войны 1812 года, декабрист
- На 7-м участке кладбища (слева от входа) виднеется высокий чёрный мраморный обелиск, возвышающийся над всеми другими захоронениями[7]. На основании стелы высечено:

Здесь погребена голова инженера путей сообщения Бориса Алексеевича Верховскаго, казнённого китайцами-боксёрами в Маньчжурии в городе Ляо-Янъ в июле 1900 года. Останки привезены в Россию в 1901 г.
См. категорию Похороненные на Пятницком кладбище

## Галерея

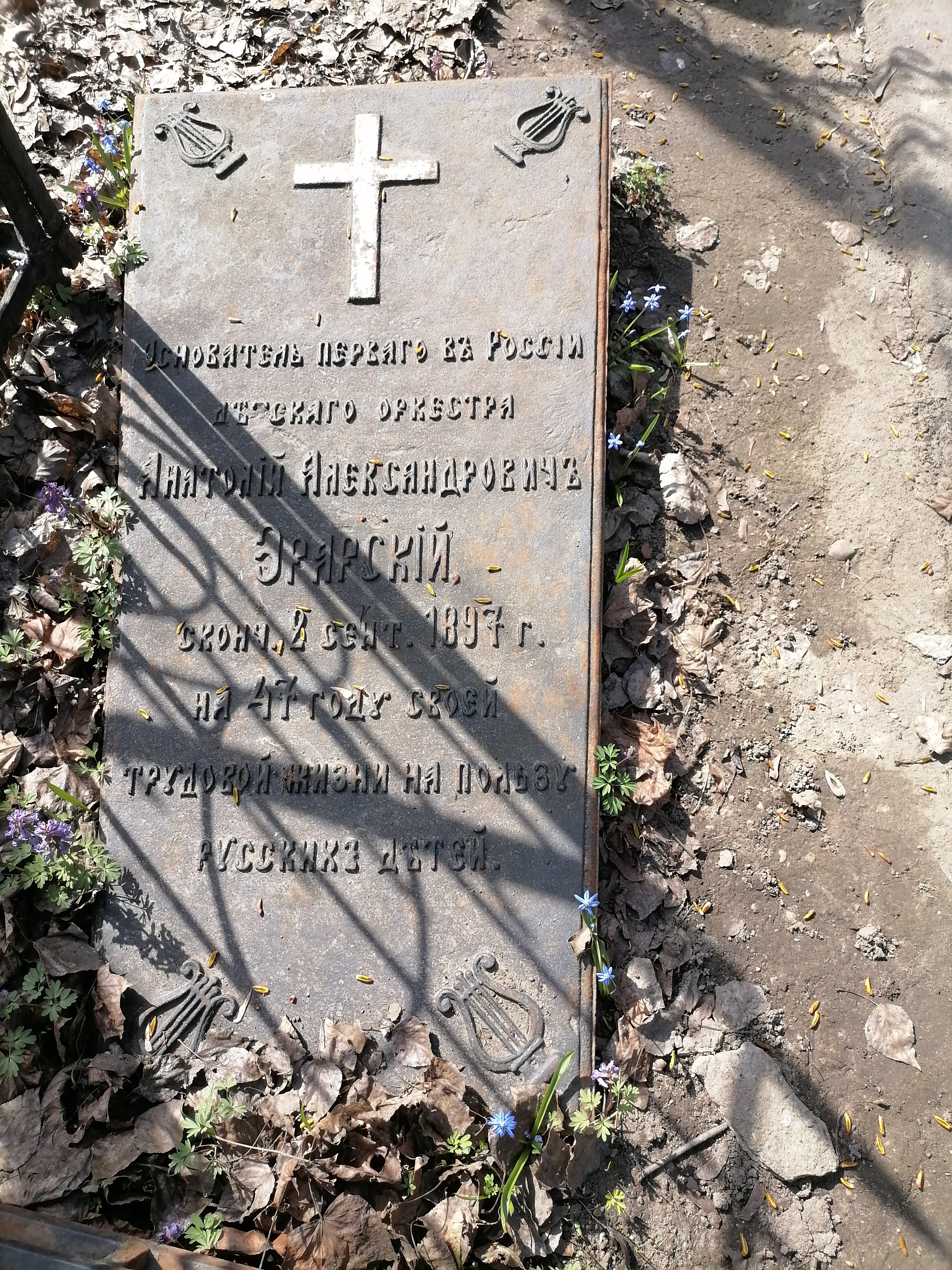
Могила Эрарского
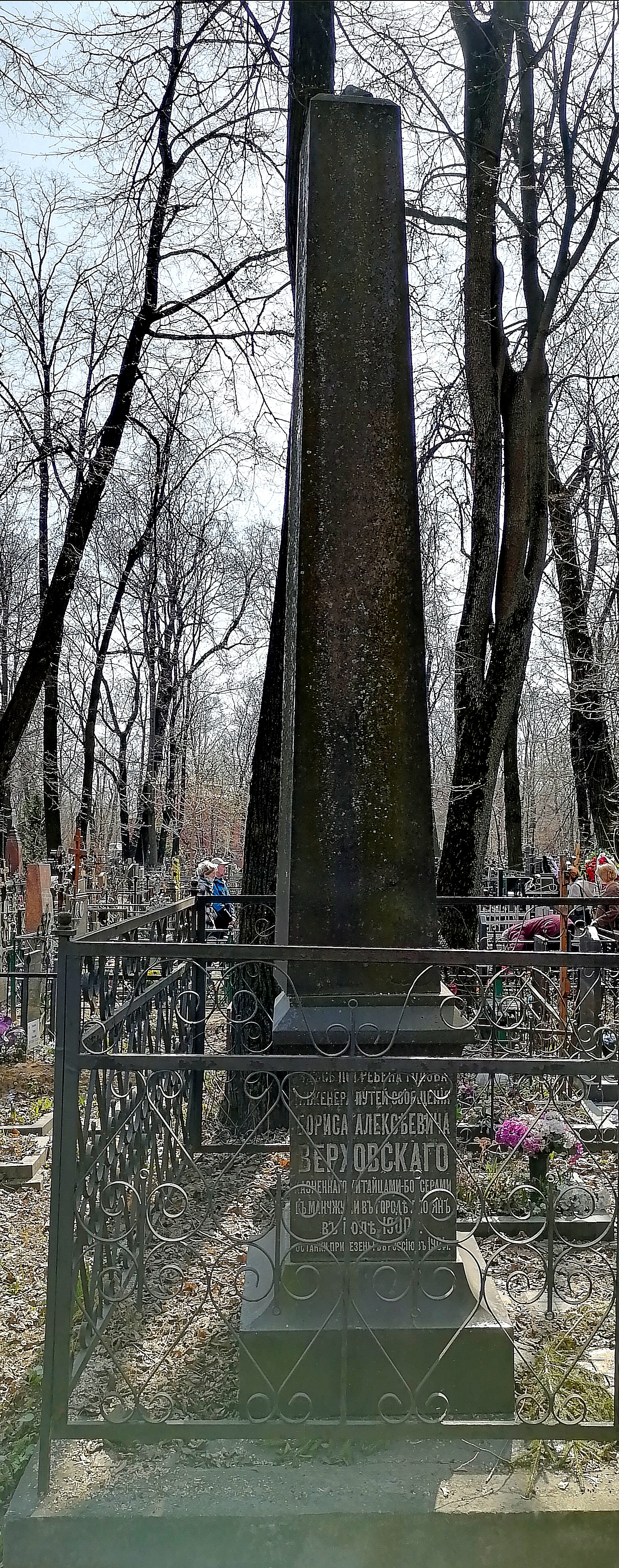
Могила Верховскаго
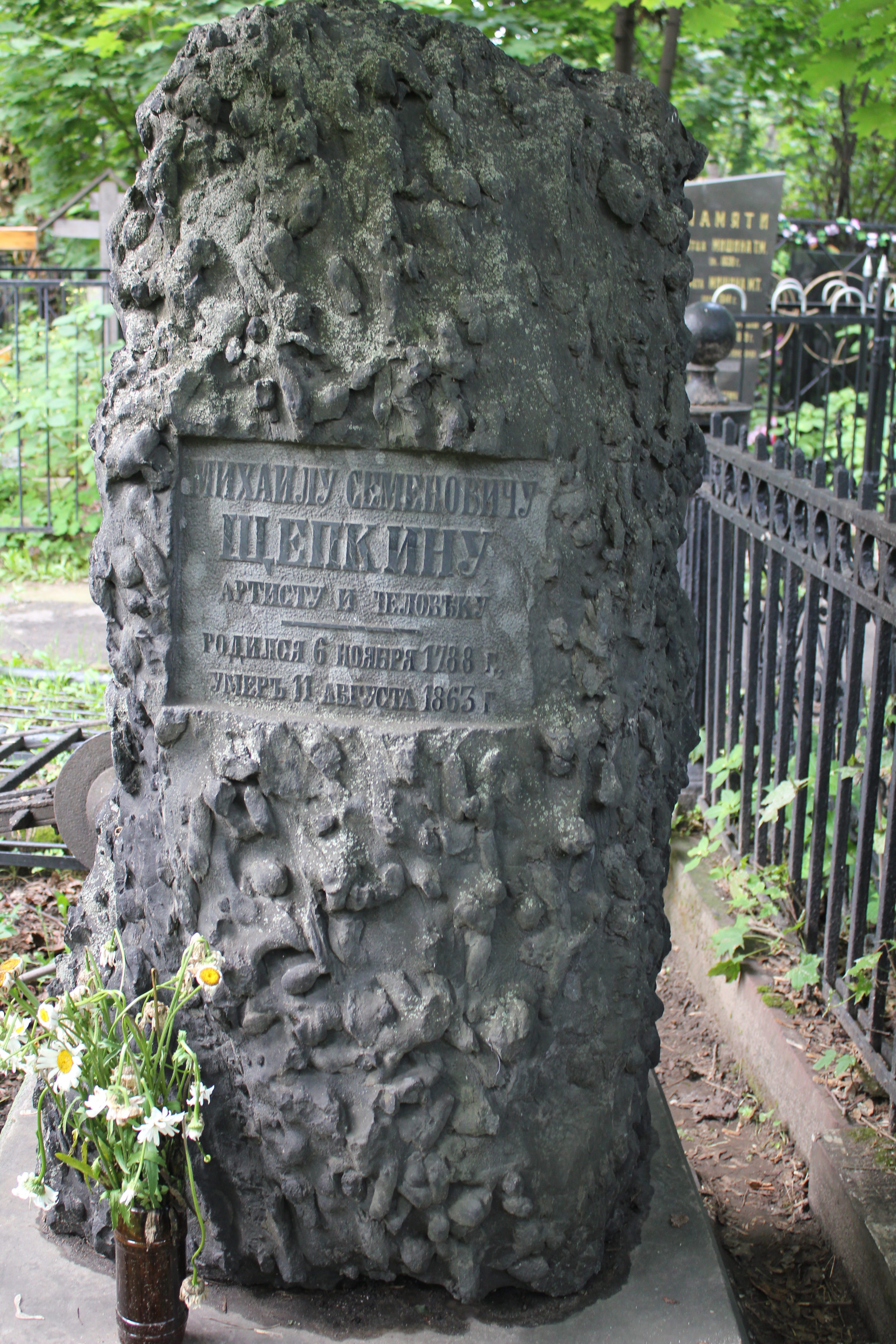
Могила Михаила Щепкина
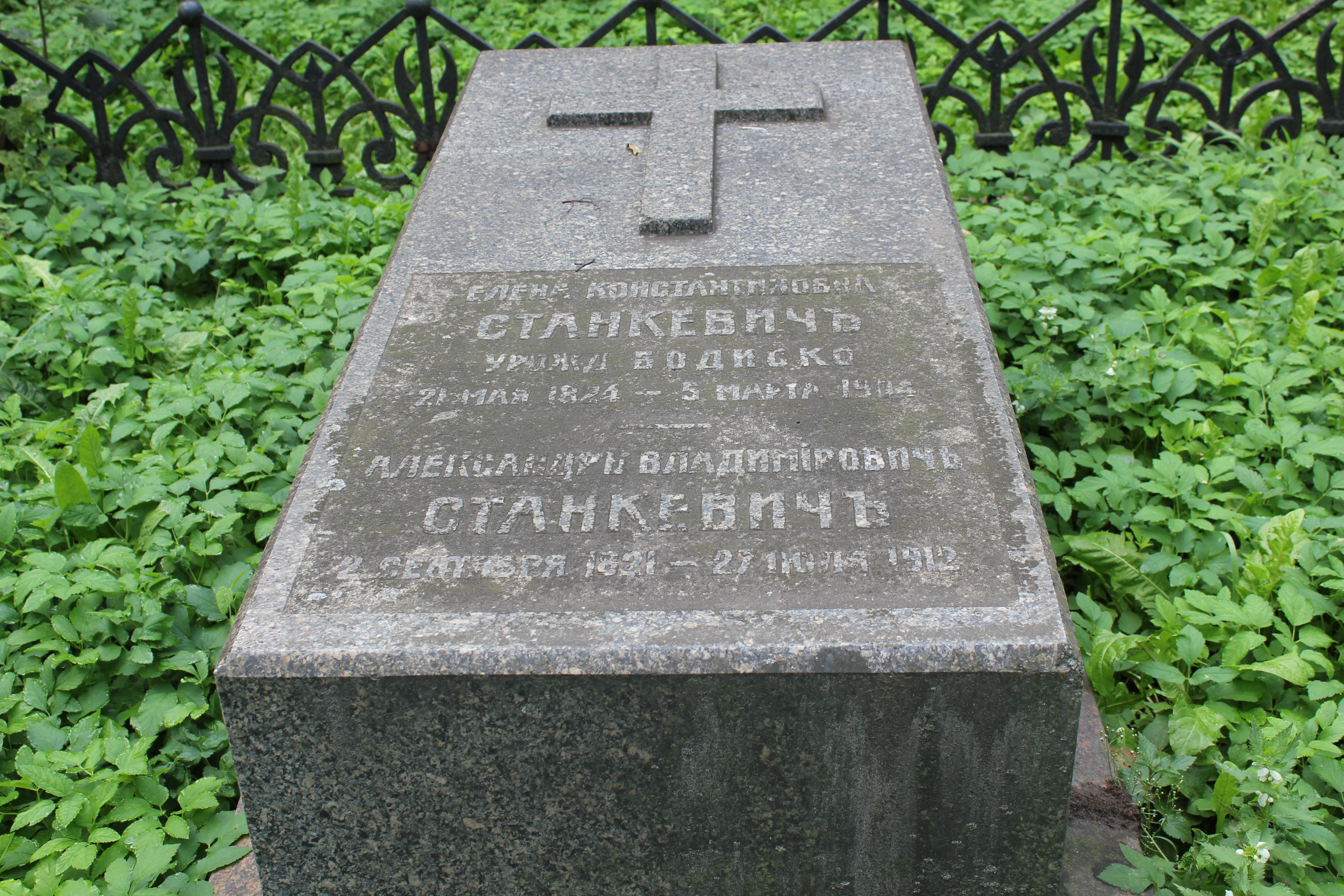
Могила Станкевича
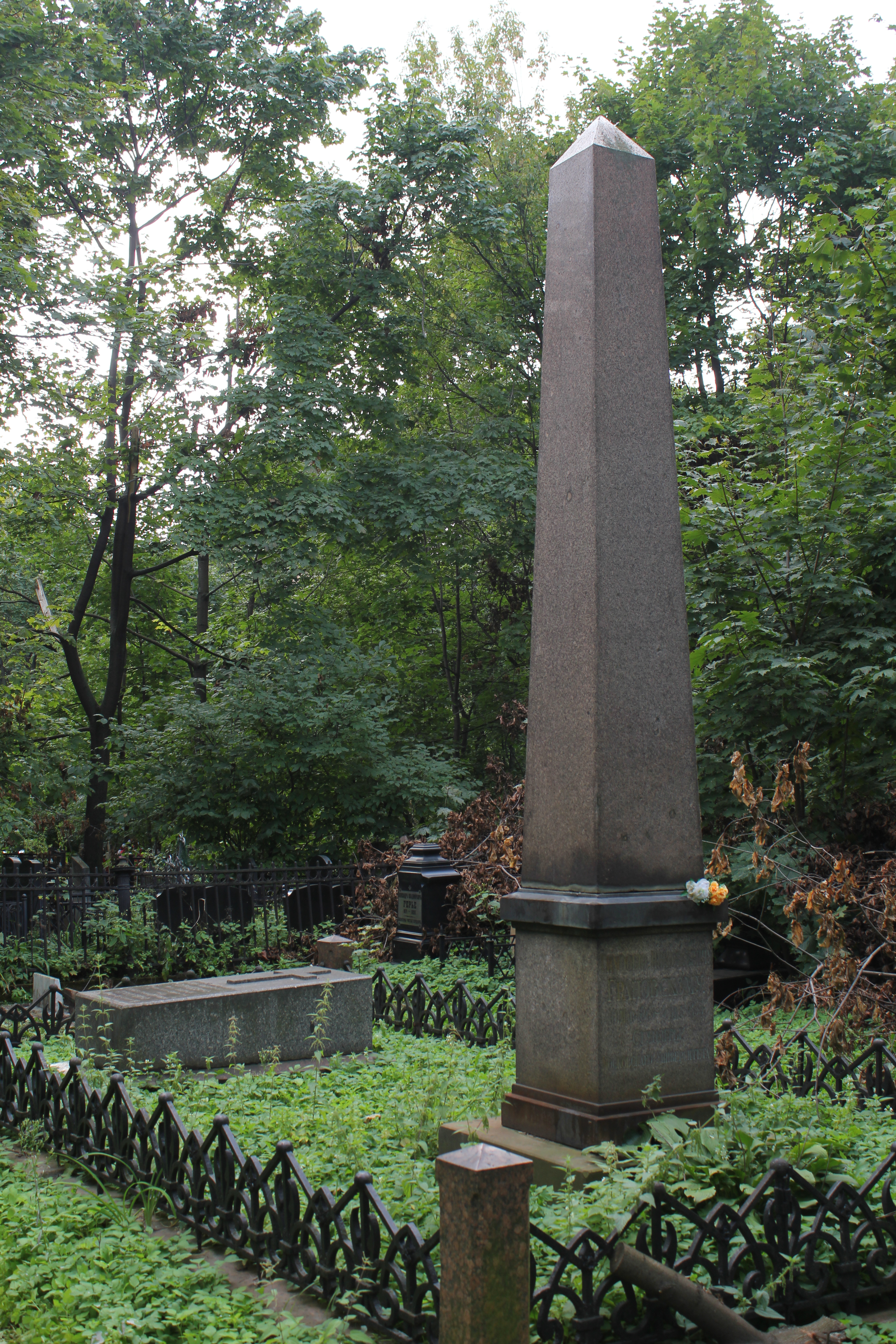
Памятник Грановскому
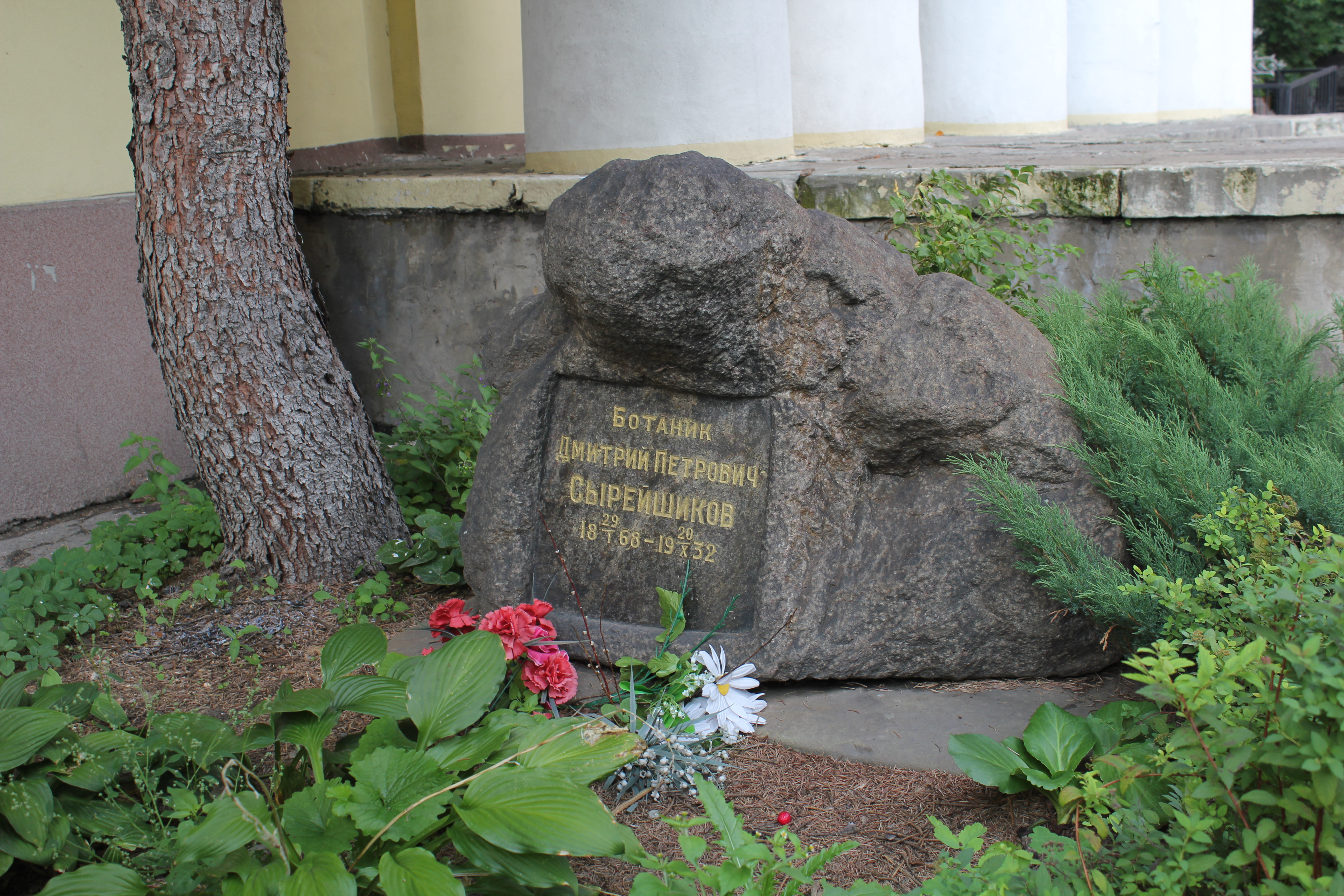
Могила Сырейщикова
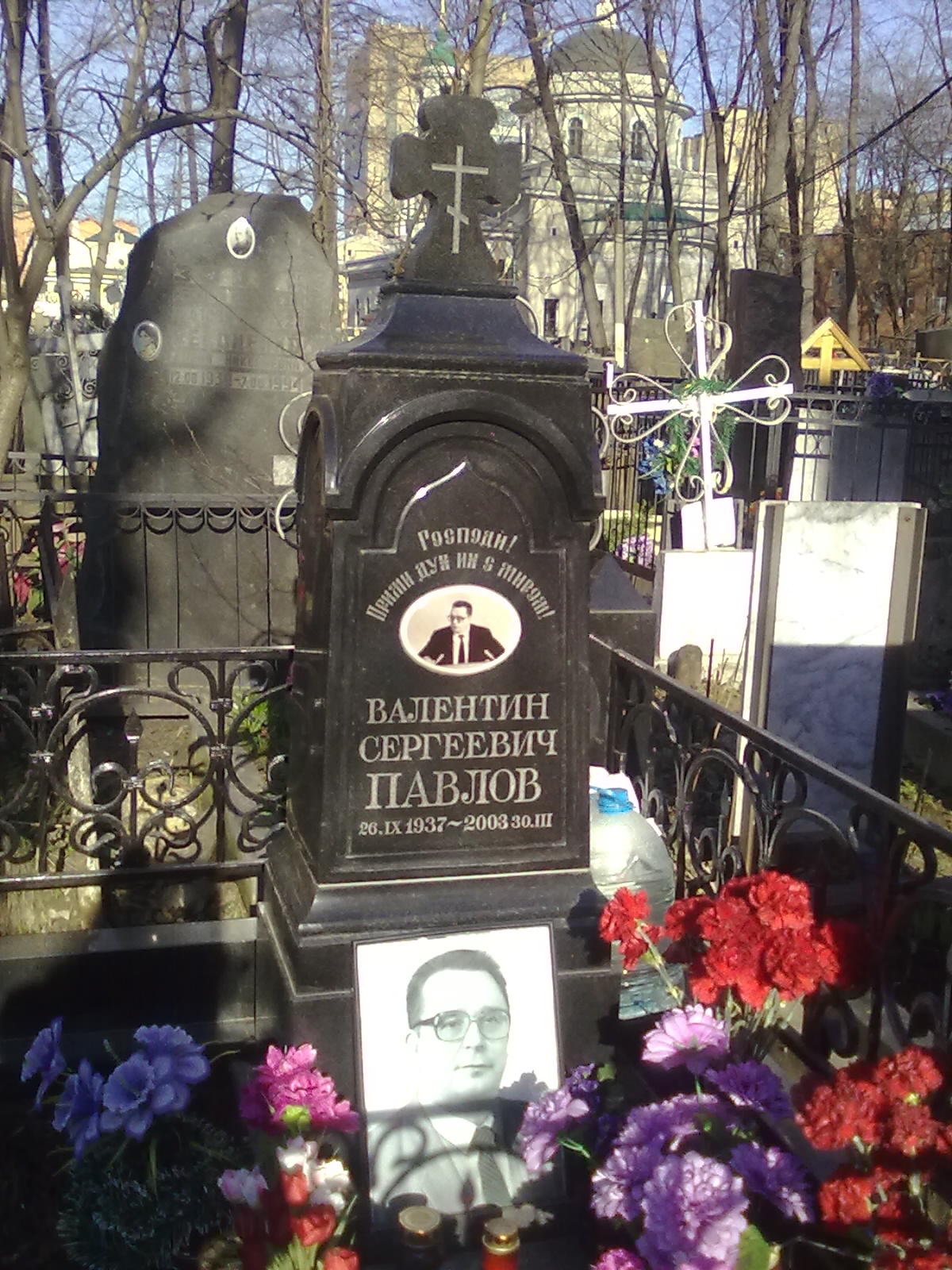
Могила Валентина Павлова
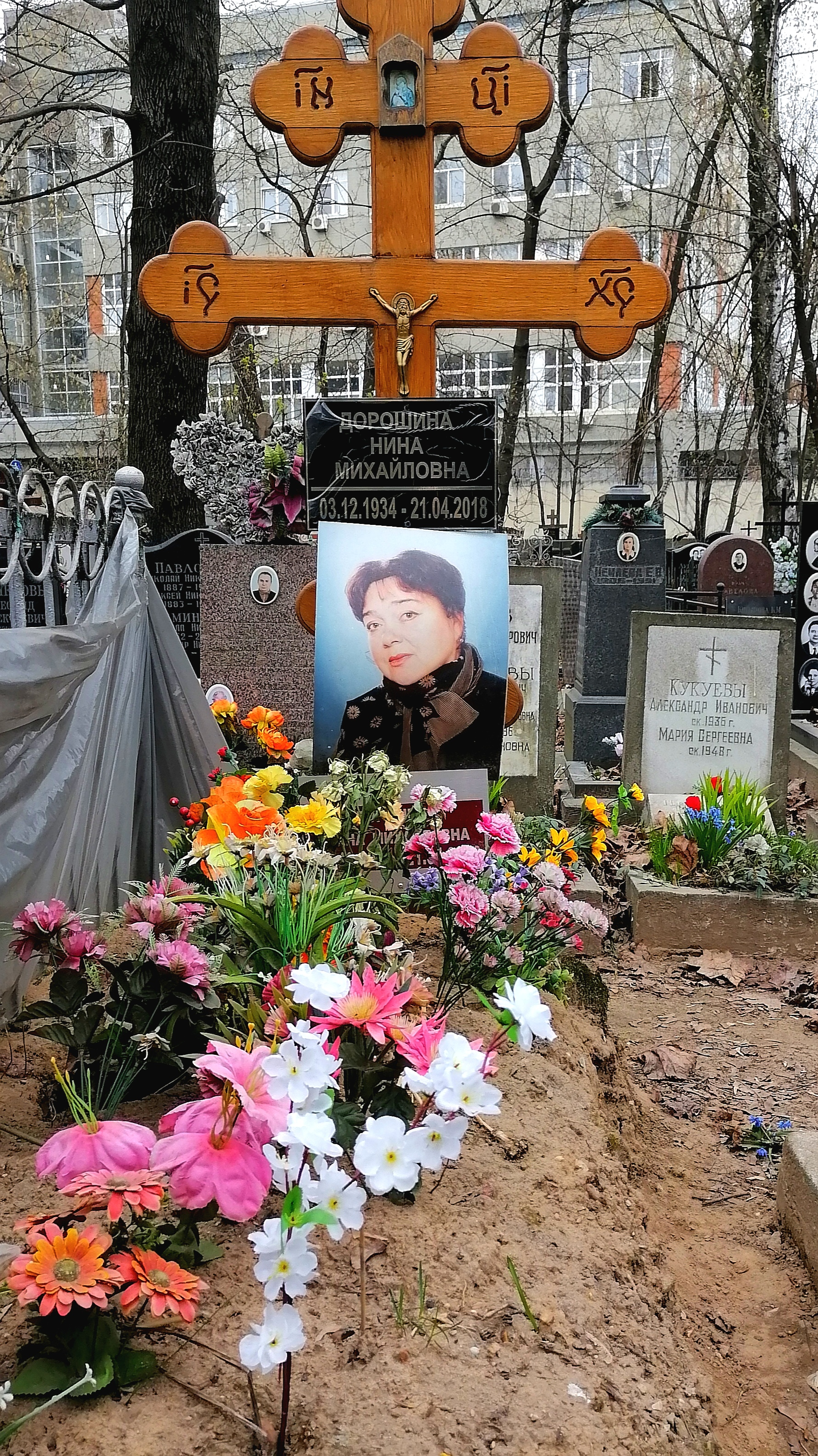
Могила Нины Дорошиной
Могила Бориса Слуцкого
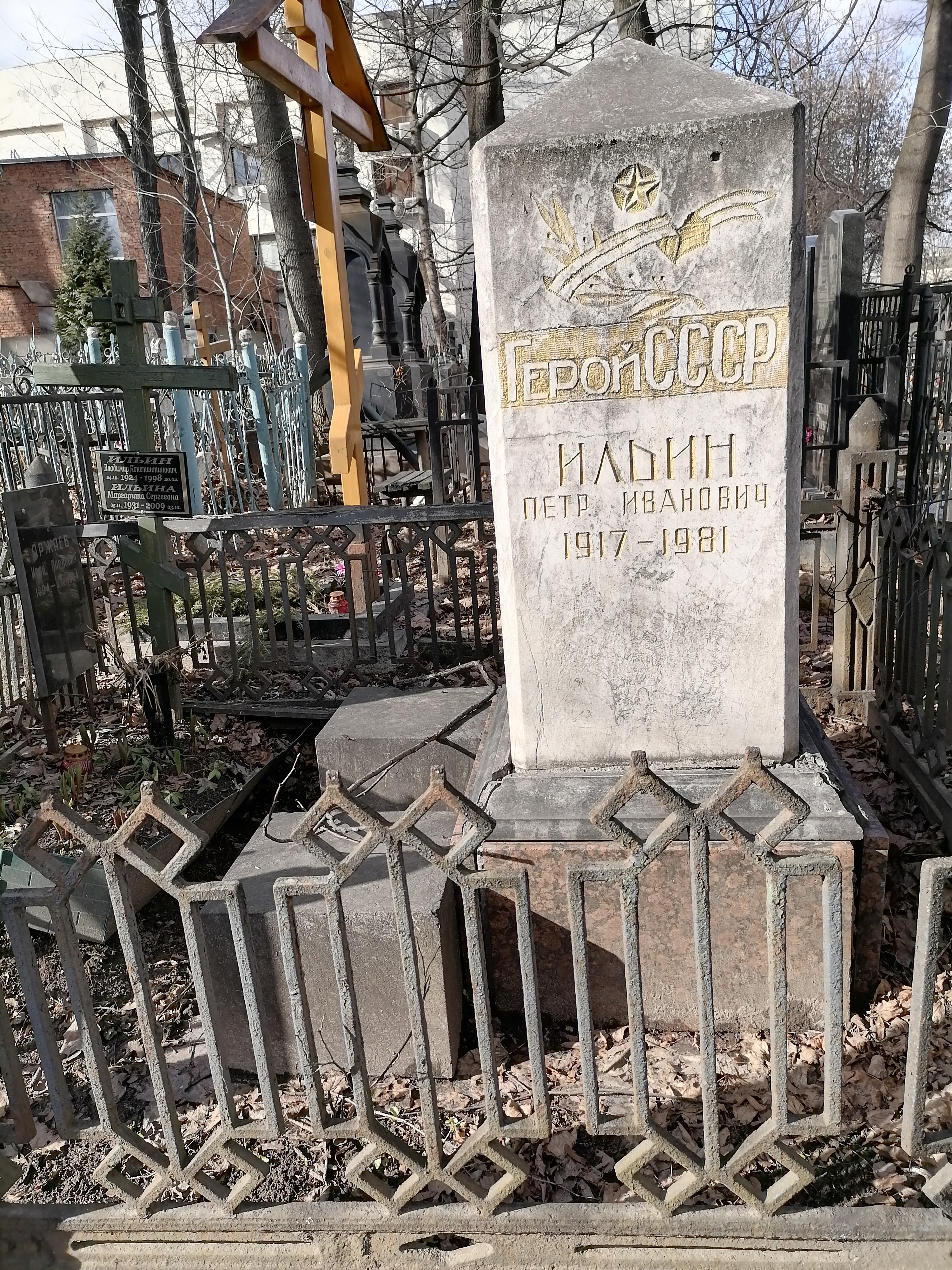
Могила Героя Советского Союза Петра Ильина
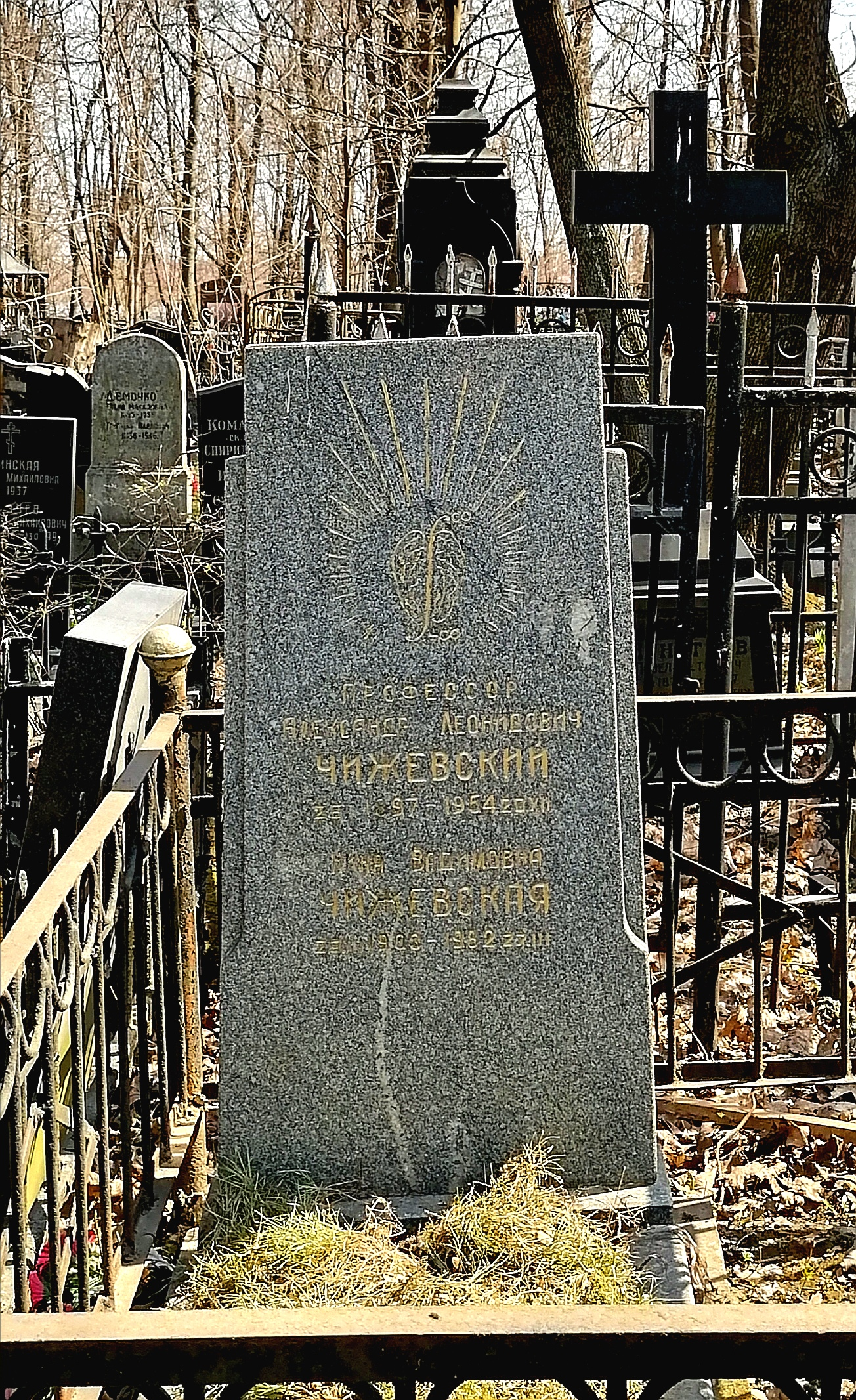
Могила Чижевского